# V-22の事故

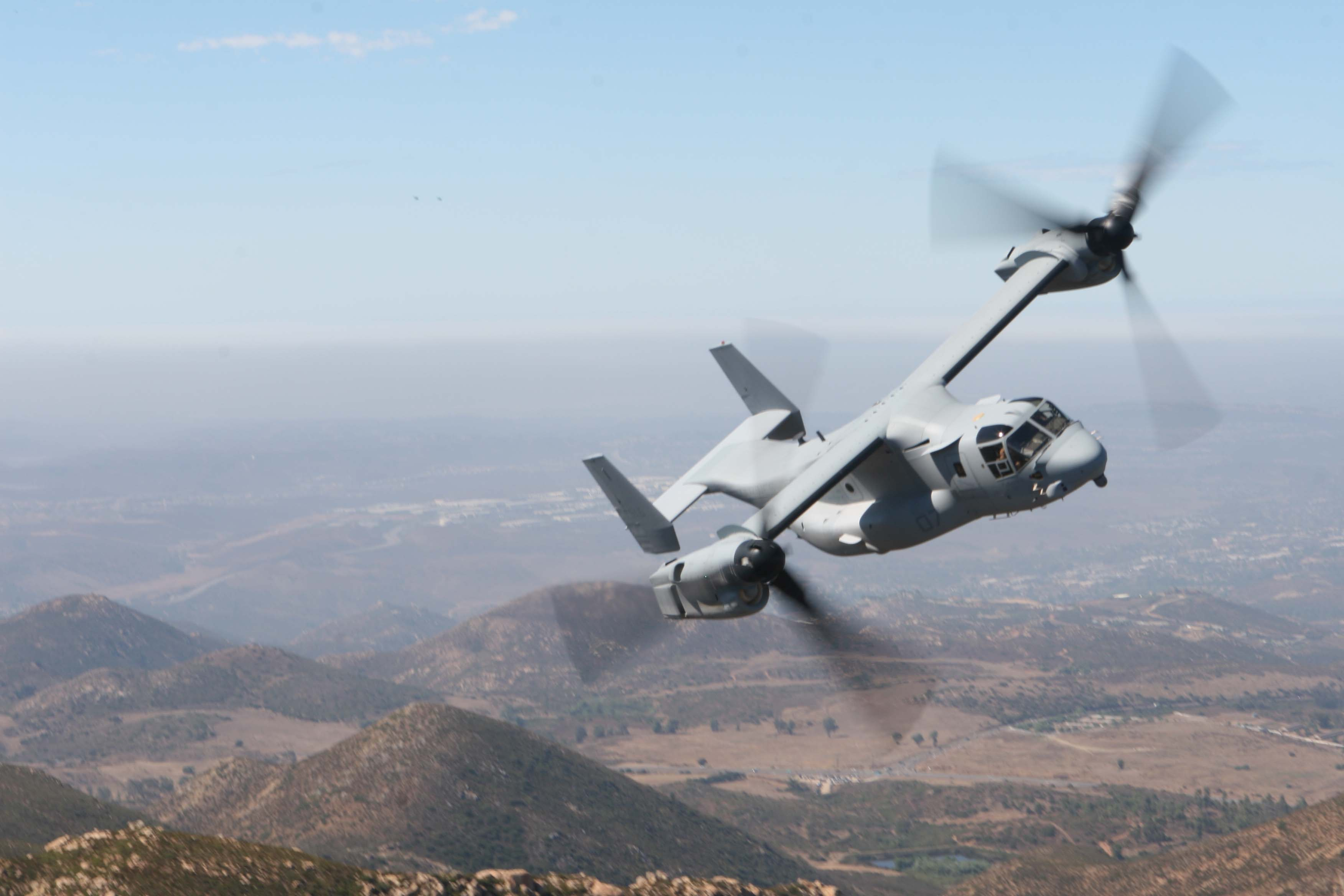
飛行中のMV-22

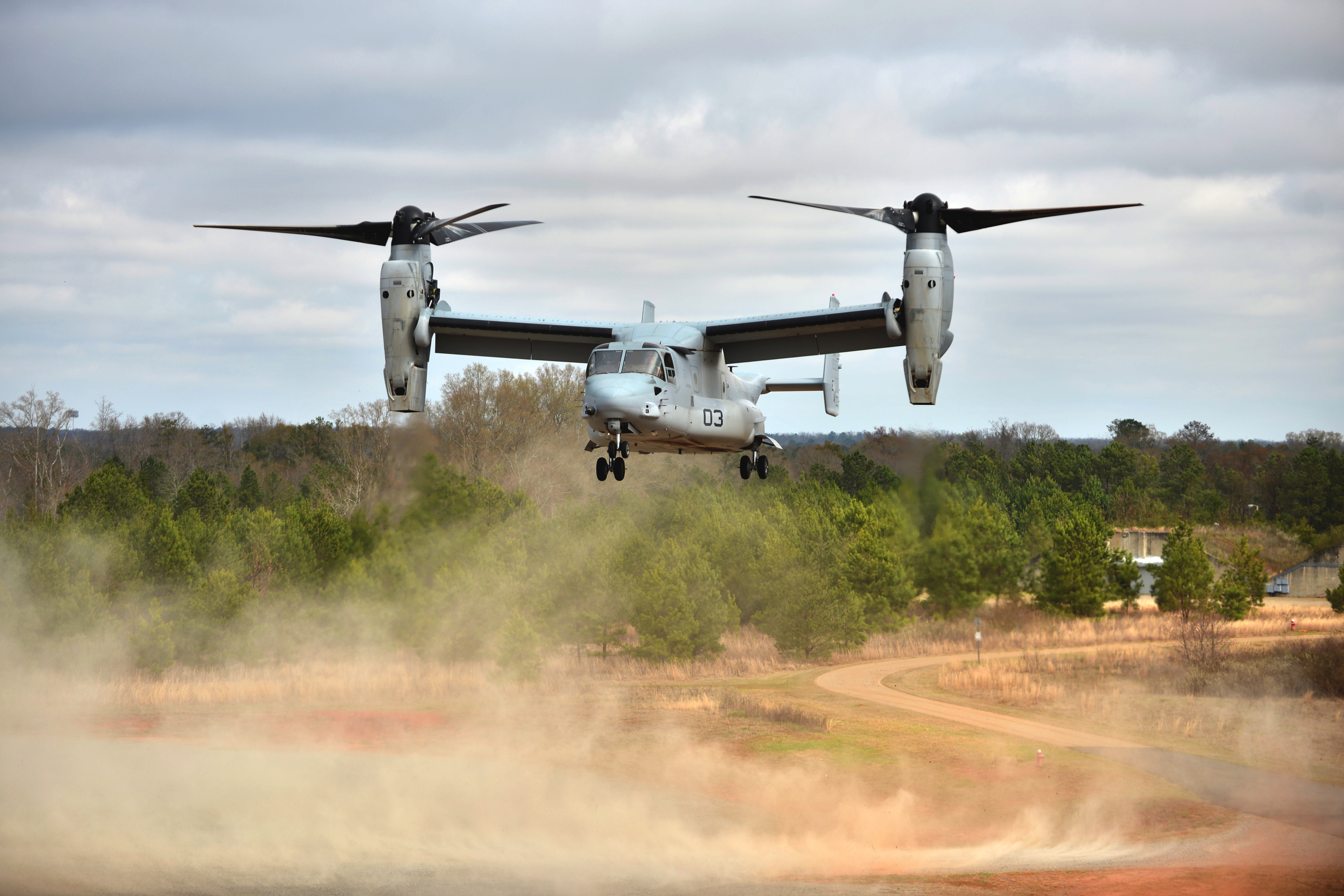
離着陸中のCV-22

垂直離着陸輸送機・ベル/ボーイングV-22オスプレイ（1989年3月初飛行）に関する航空事故一覧。

## 試作機段階での事故
1991年6月11日
試作5号機が初飛行時に左右に揺れながら離陸後、数mの高さから大きく機体を傾けてナセルとローターが接地し、機体は転覆して地上へ落ちた。火災も起きず、パイロット2名は脱出して軽傷で済んだが、機体は失われた。
墜落原因は、飛行制御システム（FCS）の3つのロールレイト・ジャイロの配線の内の2つが逆に接続されていたミスと判明し、3か月後に試験飛行は再開された。
1992年7月20日
試作4号機が気候試験でエグリン空軍基地からクアンティコ米海兵隊基地へ飛行中の着陸直前に右エンジンナセルから出火した。制御を失った機体はポトマック川に頭から落ちて、乗っていた海兵隊員3名と民間人技術者4名の計7名全員が死亡した。この墜落の影響でFSD機が全機飛行停止となった。
事故原因は、潤滑油が漏れてエンジンナセル内に溜まっていた状態で着陸のためにナセルをティルトしたのでオイルがエンジンの高温部に触れて発火したものとされた。エンジンの一方が停止しても飛行が継続できるように左右を結ぶクロスリンク機構が備わっていたが、火災の熱によって複合素材製のクロスシャフトが強度を失い、破壊されたものとされた。潤滑油漏れ対策が完了するまでの11か月間、飛行停止となった。
この事故は、V-22自体の欠陥であった。残り3機には改良が加えられ1993年夏に試験が再開されたが、事故によって2機が失われ、計画に影響を与えることとなった。

## 低率初期生産段階での事故
2000年4月8日
14号機が夜間侵攻での兵員輸送を想定した作戦試験時に墜落事故を起こし、乗員4名と米海兵隊員15名の計19名全員が死亡した。
事故機は、他のV-22に後続飛行しながらナセルを立てて着陸進入状態にあり、前方機が減速したので衝突を回避するために急減速し急降下を同時に行った。操縦不能になる直前には、対気速度30kt以下で毎分約2,000ft（610m）で降下していた。規定の降下速度である毎分800ft（244m）の2.5倍の急激な降下であったため、自らが生み出したVRS（vortex ring state、ボルテックスリングステート、セットリングウィズパワー、渦輪状態）と呼ばれる下降気流によって揚力を失ったための墜落事故だとされた。事故の再発防止策として、危険な降下率となった場合にはコックピットに「Sink rate」と音声で注意しながら警告灯を点灯する装置が加えられた。
その後も試験は続けられ、運用評価を2000年8月に完了した。
2000年12月11日
海兵隊訓練部隊VMMT-204部隊所属の18号機（MV-22B）が、夜間飛行訓練中に森林地帯に墜落し、搭乗していた海兵隊員4名全員が死亡した。事故を受け全機が飛行停止になった。
事故原因は、機体の機構的な問題とソフトウェアの問題、そして、パイロットが不適切な操作をしたためという、複合的な事象が重なって起こったものとされた。まず左ナセルの油圧配管が振動により配線と擦れあい、配管より高圧作動油が噴出した。設計通り油圧システムの安全装置が自動的に作動してシャットオフ・バルブを閉鎖したため、3つある油圧系統の1つを他より切り離して安全に飛行が継続できるようになったが、主飛行制御システム（PFCS）は油圧系統の異常を知らせる警告灯を点灯させた。この時、操縦士は着陸に備えてナセルを回転させている途中であり、主飛行制御システムの警告灯の点灯を知って、手順に従ってこれを停止するリセットボタンを押したが、PFCSのソフトウェアはこの時点で無用な警告を繰り返すという欠陥があり、警告灯は繰り返し点灯して、パイロットはその警告灯に気をとられて操縦がおろそかになり、誤って地上に墜落させた。この事故原因が明らかにされた後、油圧システムとPFCSの改良が施された。
2002年5月に飛行停止は解除された。

## 配備後の事故
量産決定後の2006年-2011年の間に米空軍および海兵隊では、大小合わせて58件の事故が起こっている。そのうちクラスA（重大事故）は計4件、クラスB（中規模事故）は計12件。残るクラスC（小規模事故）は、「整備士が整備中に作業台から転落して負傷」といった、V-22の性能とは直接関係のない事故が多数含まれている。
2009年5月27日
第204海兵中型ティルトローター訓練飛行隊所属のMV-22が、米国ノースカロライナ州で低空飛行訓練中、燃料切れで国立保護地区に緊急着陸し、その給油中にエンジンの排気熱で草地が燃えだし、機体の外壁を損傷した。
同日発表された海兵隊の声明によると、火事は直ちに鎮火されたが、機体の外壁に高熱による損傷が残された。声明では損傷の度合いは明らかにされなかったが、同機は翌28日の昼には所属のニューリバー基地へと帰還した（→詳細）。
2010年4月8日
空軍特殊作戦軍所属のCV-22が、アフガニスタン南部で夜間に着陸に失敗し横転した。この機体は、2009年に初期作戦能力を取得した後に2回目のローテーションとして2010年にアフガニスタンに送られた内の1機であり、CV-22としては通算12号機にあたる。搭乗していた全20名のうち乗員2名と陸軍レンジャーの兵士1名、民間人1名の計4名が死亡し、他の搭乗者も負傷した。
事故が起きたのは、暗視用ゴーグルを使った夜間の砂漠への着陸の最中だったため、ダウンウォッシュ（垂直揚力による下降気流）によって巻き上げられた砂塵で視界が遮られる「ブラウンアウト」が発生し、パイロットが空間識失調を起こしたのではないかという推測がある。
2012年4月11日
海兵隊のMV-22、1機がモロッコの南方沖海上で強襲揚陸艦「イオー・ジマ」での訓練中、離艦後に墜落した。全搭乗員4名中、2名死亡、2名重傷となった。3月29日にノースカロライナ州から派遣されて来た、第24海兵遠征隊（24th. MEU）揮下の第261海兵中型ティルトローター飛行隊（VMM-261）に所属していた当該機は、モロッコの演習地に海兵隊員を降ろした後の、現地時間4時頃に事故を起こした。
2012年6月13日
空軍のCV-22が、フロリダ州南部で訓練中に森林に墜落し、乗員5人が負傷した。編隊飛行中に前方の機体のローター気流に巻き込まれた事が原因とされている。
2014年6月26日
宮崎県小林市の市街地上空で、山口県岩国基地を離陸して沖縄県普天間基地に向かっていたMV-22に落雷。機体は普天間に着陸し乗員3名も無事だったが、プロペラ二枚が破損していた。
2015年5月18日
米ハワイ州オアフ島のベローズ空軍基地で訓練中の海兵隊所属MV-22が着陸に失敗し炎上、隊員1人が死亡した。事故機には22人が乗っており、残る21人も病院に搬送された。その後病院に収容されたうちの1人も死亡した。
2016年12月13日
夜9時30分頃、沖縄本島の東海上で空中給油訓練を行っていた海兵隊のMV-22Bが名護市安部近くの浅瀬に着水。機体は大破し、乗員5名のうち2名が負傷した。米軍の説明によると給油機のホースが事故機のローターに当たってブレードが破損し、普天間基地からキャンプシュワブへ目的地を変更して飛行していたが、機体が不安定になったので飛行を断念して不時着したという。沖縄県ではこの事故を、機体が大破している事を理由に「墜落」として扱っているが、大破が墜落の根拠とはならないという専門家の指摘もある。
また同日、浅瀬で大破した機体とは別のオスプレイが降着装置に不具合を起こして普天間基地に胴体着陸した。
2017年1月29日
イエメン中部のバイダー県で海兵隊のMV-22がハードランディングし、3名の負傷者を出した。海兵隊の手によって事故機はその場で破壊された。
2017年8月5日
オーストラリアクイーンズランド州ロックハンプトン沖で、米豪軍事演習「タリスマン・セーバー」に参加していた普天間飛行場所属第31海兵遠征隊(31MEU)の第265海兵中型ティルトローター飛行隊(VMM-265)所属MV-22が強襲揚陸艦USSボノム・リシャール(LHD-6)から発艦し、輸送揚陸艦USSグリーン・ベイ(LPD-20)に着艦する際、船尾に機体が接触して墜落。乗員26人のうち23人は救助されたが、3人が行方不明になったが、後に国防総省は3人全員の死亡を宣告した。海兵隊はダウンウォッシュが原因だとする調査報告書を公表している。
2017年9月29日
シリアでイスラム過激派組織「ISIL」掃討作戦の支援任務に就いていた海兵隊のMV-22がシリア国内の米軍の軍事拠点で墜落し、乗組員2人が負傷した。機体は大破・炎上したが、米軍は「ハードランディングだった」と主張している。
2022年3月18日
ノルウェー北部ボドで北大西洋条約機構の演習「コールド・レスポンス」に参加していたMV-22Bが墜落し、乗員4人が死亡した。
2022年6月8日
第3海兵航空団所属のMV-22が、カリフォルニア州サンディエゴの東約200キロで訓練任務中に墜落し、乗員5人全員が死亡した。2023年7月21日、海兵隊はプロペラとエンジンをつなぐクラッチの不具合が原因で「ハード・クラッチ・エンゲージメント」と呼ばれるオスプレイ特有の現象だとする報告書を公表した。
2023年8月27日
海兵隊のMV-22Bがオーストラリア北部準州で合同軍事演習中に墜落し、3人が死亡、5人が重傷を負った。
2023年11月29日
屋久島沖米軍オスプレイ墜落事故 山口県のアメリカ軍岩国基地を出発し、沖縄県のアメリカ軍嘉手納基地に向かっていたアメリカ軍横田基地所属のCV-22Bが鹿児島県の屋久島沖で墜落した。乗員8人全員が死亡した。
2024年10月27日
沖縄県与那国島の陸上自衛隊与那国駐屯地で、離陸しようとした陸自V-22の左翼の下部が地面と接触し、機体が一部損傷した。同機は自衛隊と米軍による日米共同統合演習「キーン・ソード」に参加していた。11月14日、陸自は操縦士が出力を上昇させるスイッチを押し忘れるなどの人為ミスが原因だったとする調査結果を公表した。